# Irina Alexandrowna Chudoroschkina
Irina Alexandrowna Chudoroschkina (russisch Ирина Александровна Худорошкина, engl. Transkription Irina Khudoroshkina; * 13. Oktober 1968 in Tonarskiy, Qaraghandy, Kasachische SSR) ist eine russische Kugelstoßerin.
Ihr größter Erfolg ist der Gewinn der Bronzemedaille bei den Olympischen Spielen 1996 mit 19,35 m hinter der Deutschen Astrid Kumbernuss (20,56 m) und der Chinesin Sui Xinmei (19,88 m). Zuvor in diesem Jahr hatte sie bei den Leichtathletik-Halleneuropameisterschaften in Stockholm Silber gewonnen. 
2004 wurde bei ihr die auf der Dopingliste stehende Substanz Hydrochlorothiazid nachgewiesen und eine zweijährige Sperre gegen sie verhängt.
Irina Chudoroschkina ist 1,75 m groß und hatte ein Wettkampfgewicht von 93 kg.

## Bestleistungen
- Freiluft: 20,32 m, 25. Mai 2006, Sotschi
- Halle: 19,31 m, 10. Februar 2003